# 蒜泥白肉

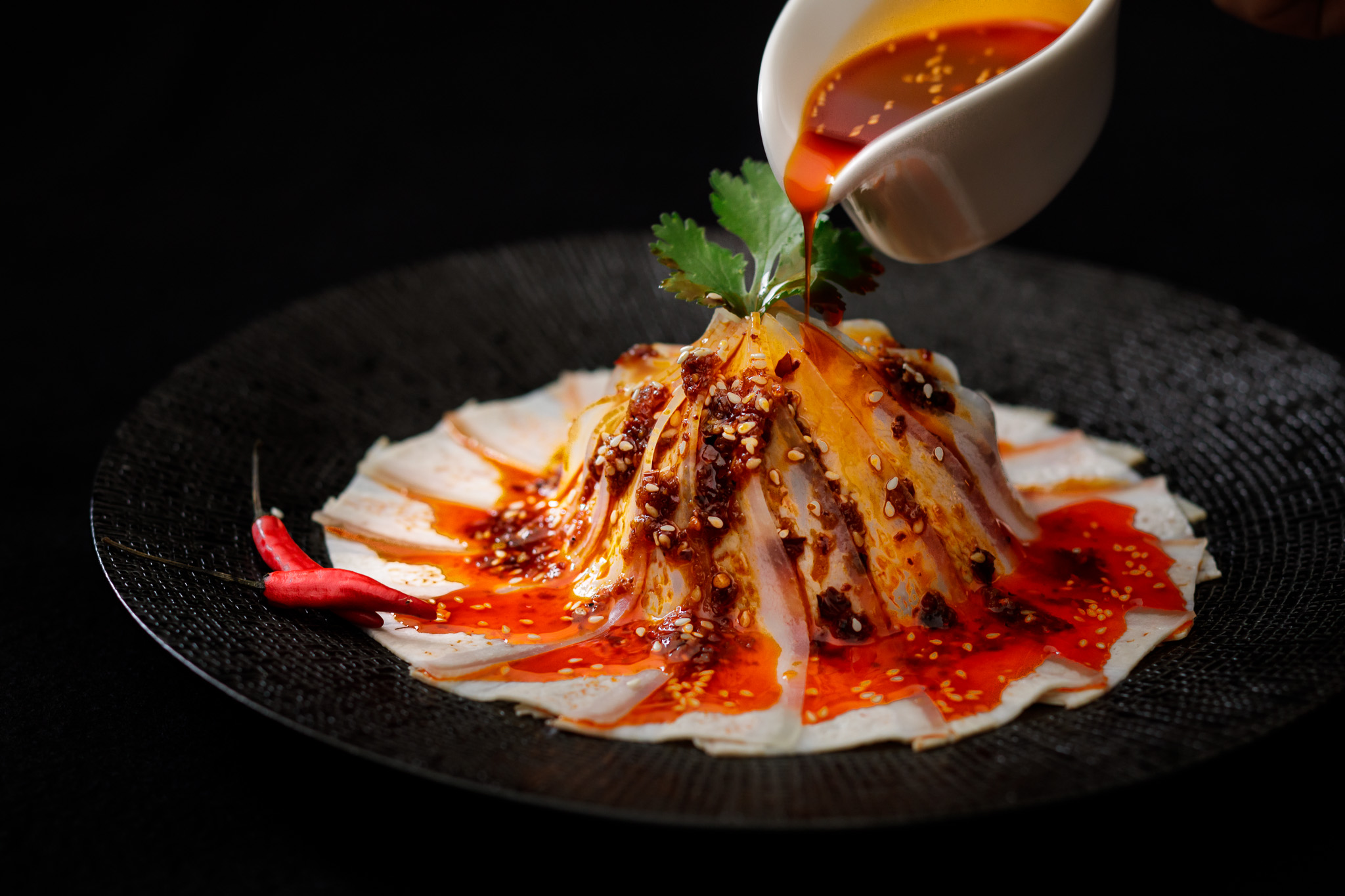

蒜泥白肉是传统川菜中的一道经典的凉菜。制作原料包含蒜泥、五花肉等。有蒜香浓厚，肥而不腻的特点。
传统的蒜泥白肉的制作流程為：将肉方煮制30分钟后捞出，然后用原汤浸泡20分钟，接着自然凉冷0.5小时，再将肉方切成0.2厘米厚的薄片。最后，将蒜泥味汁浇在切好的肉片上。